# الجوارف (السبرة)

تعديل مصدري - تعديل

الجوارف هي إحدى قرى عزلة بلادالشعيبي السفلى بمديرية السبرة التابعة لمحافظة إب، بلغ تعداد سكانها 576 نسمة حسب تعداد اليمن لعام 2004.